# Ludwik Mierosławski

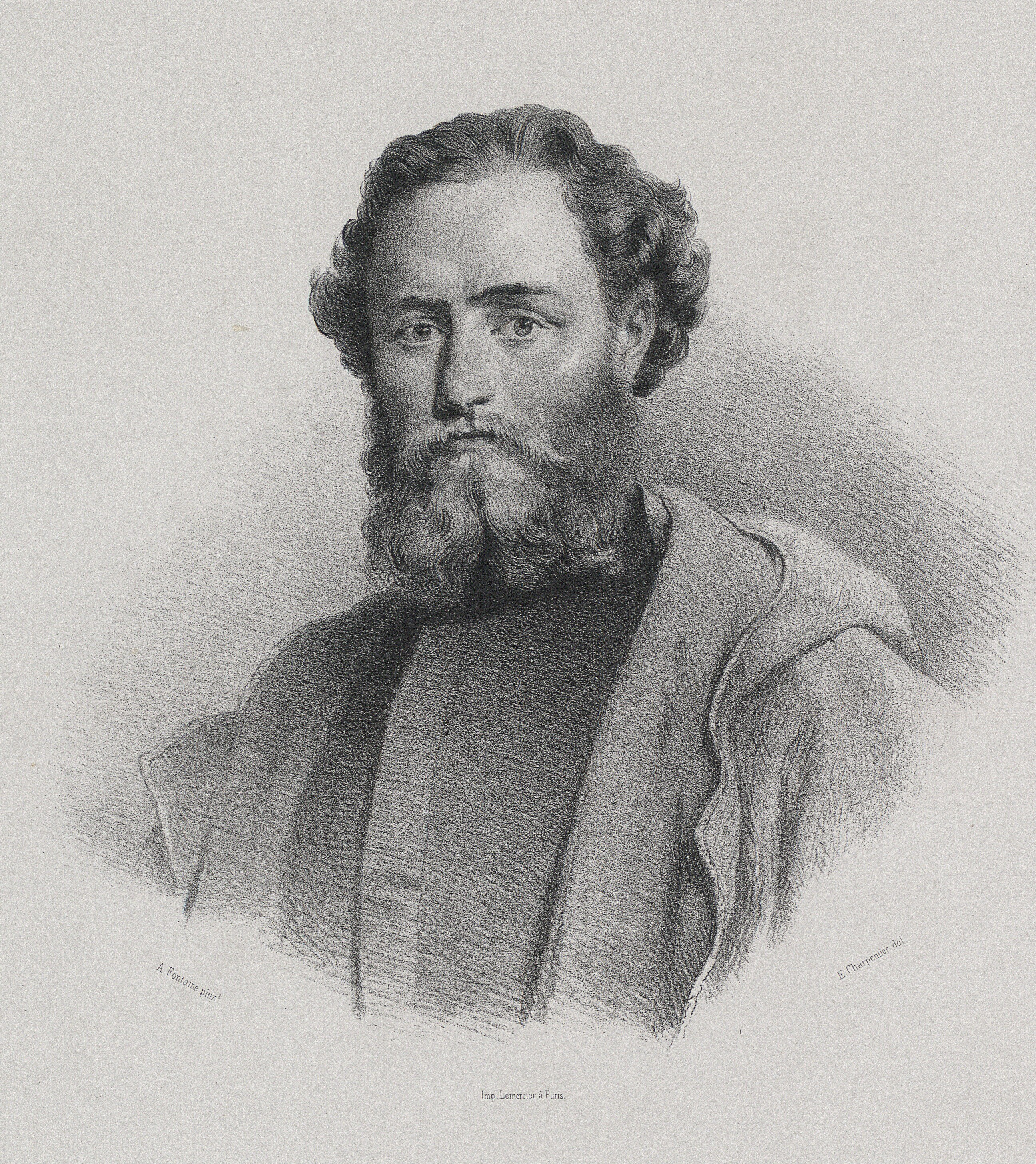
Ludwik Mierosławski.

Ludwik Adam Mierosławski, född 17 januari 1814 i Nemours, död 22 november 1878 i Paris, var en polsk författare och revolutionär. 
Mierosławski studerade vid krigsskolan i Kalisz, tvingades efter resningen 1831 fly till Paris, försökte 1846 organisera en resning i Posen, fängslades av preussiska regeringen i Gnesen och dömdes till döden, men benådades med livstids fängelse i Berlin. Han frigavs 1848 och begav han sig åter till Posen, där han samma år tvingades ge sig för general Friedrich August Peter von Colomb. Han deltog i de italienska frihetsrörelserna 1849 och 1861 och i januariupproret 1863.